# Pedro de Salazar Herrera
Pedro de Salazar Herrera (Cádiz, 1704-Guatemala, 1771) fue un militar y político español.

## Biografía
Combatió en la guerra de Orán e Italia. Fue gobernador militar y político de Ciudad Rodrigo, y capitán general, gobernador y presidente de la Real Audiencia de Guatemala.
- Datos: Q6070578